# Katie Hopkins
Katie Olivia Hopkins (Barnstaple; 13 de febrero de 1975) es una columnista, presentadora de radio y personalidad de los medios de comunicación ingleses. Hopkins es una columnista de los periódicos británicos, The Sun y actualmente trabaja para el Daily Mail. También fue presentadora de la estación de radio LBC hasta mayo de 2017 cuando su programa fue clausurado tras sus controversiales comentarios en Twitter tras el atentado islamista en el Manchester Arena. Desde 2018 también trabaja para el periódico canadiense The Rebel Media.
Hopkins ha sido criticada por periodistas liberales, grupos de defensa y políticos de izquierda por sus comentarios sobre la inmigración no controlada, principalmente de población árabe.

## Biografía
Katie Hopkins nació el 13 de febrero de 1975, en Barnstaple, Devon. Su padre era ingeniero eléctrico y tiene una hermana mayor. Se crio en Bideford,  asistió a una escuela privada del convento desde los 3 a 16 años de edad, practicaba deportes y aprendió a tocar el piano y el violín. De niña creía: "Yo iba a ser el coronel de las fuerzas, amaba a los militares, amaba la disciplina, el rigor, los grandes hombres chillones". 
Hopkins dijo a Sathnam Sanghera de The Times en junio de 2015 que aplicó para estudiar Filosofía, Política y Economía (PPE) en el Magdalen College de Oxford. Pasó el examen de ingreso a la Universidad de Oxford, pero fue rechazada en la etapa de la entrevista. "Tremendamente" decepcionada, y achacando el fracaso a la ausencia de "un poco de coaching", estudió economía en la Universidad de Exeter. Katie creía que su tiempo en la universidad fue "redimido" por su patrocinio del cuerpo de inteligencia del ejército británico, que conduciría normalmente a un contrato de 35 años de empleo, y pasó sus fines de semana con el ejército de tierra. Fue "muy divertido, se la pasaba tumbada en los bosques con armas y pasándolo bien". 
Completó su entrenamiento militar en la Royal Military Academy de Sandhurst, pero sufrió un ataque epiléptico durante la ceremonia final de "graduación", y como resultado fue incapaz de asumir su comisión. En cambio, se unió a una consultora de negocios y se mudó a Manhattan, Nueva York, antes de regresar al Reino Unido en 2005. Se unió a la Met Office como consultora global de marcas en septiembre de 2006. 

## Vida política
En la Elección del Parlamento Europeo de 2009, Katie Hopkins se postuló como candidata para la circunscripción del suroeste de Inglaterra como candidata independiente. 
A finales de septiembre de 2015, Hopkins habló en un evento organizado por la Sociedad de Reforma Electoral en la Conferencia Anual del Partido de la Independencia del Reino Unido (UKIP).